# Josip Teskera
Josip Teskera (28 de octubre de 2001) es un deportista croata que compite en taekwondo.
Ganó dos medallas de bronce en el Campeonato Europeo de Taekwondo, en los años 2022 y 2024, ambas en la categoría de –54 kg.

## Palmarés internacional
| Campeonato Europeo | Campeonato Europeo       | Campeonato Europeo | Campeonato Europeo |
| Año                | Lugar                    | Medalla            | Categoría          |
| ------------------ | ------------------------ | ------------------ | ------------------ |
| 2022               | Mánchester (Reino Unido) | Medalla de bronce  | –54 kg             |
| 2024               | Belgrado (Serbia)        | Medalla de bronce  | –54 kg             |